# كمنسيل تكساني
كمنسيل تكساني (الاسم العلمي:Cumminsiella texana) هو نوع من الفطريات يتبع جنس الكمنسيل من الفصيلة الشقرانية.